# Famille Sajgó
La famille Sajgó est une famille noble hongroise du début du XVIIe siècle.

## Anoblissement
Le roi Mathias II anoblit Johann Sajgó le 5 janvier 1609.